# Ксантизм
Ксантизм (от греч. ξανθός — жёлтый) — нарушение пигментации наружных покровов (кожи, шерсти, перьев, чешуи, яичной скорлупы) у какого-либо вида животных в пользу жёлтого или оранжевого цвета.
Ксантизм может возникать как из-за избытка жёлтого пигмента в окраске наружных покровов животных, так и из-за отсутствия меланина; тогда оставшиеся каротин и другие пигменты придают животному характерную окраску, что является формой альбинизма. Второй случай невозможен для млекопитающих, поскольку у них каротиноиды и птеридины не играют никакой роли в формировании цвета, и свойственен рыбам, амфибиям, рептилиям и птицам.
Избыточная жёлтая окраска обычно вызывается генетическими причинами, но может быть вызвана и внешними, например, некоторыми веществами.
Ксантизм распространён намного меньше альбинизма.
Противоположность ксантизму — дефицит или полное отсутствие жёлтого пигмента — называется аксантизм.

## Примеры ксантизма
| Название вида           | Особи с ксантизмом | Здоровые особи |
| ----------------------- | ------------------ | -------------- |
| Красноухая черепаха     |                    |                |
| Серебряный карась       |                    |                |
| Украшенная рогатка      |                    |                |
| Розовощёкий неразлучник |                    |                |
| Американский омар       |                    |                |